# Turgorine
Le turgorine sono fitormoni che agiscono sul turgore cellulare dei pulvini, cellule particolari site alla base del picciolo che controllano i movimenti nastici delle piante, come ad esempio la nictinastia.